# التأمين الصحي للزائر
التأمين الصحي للزائر، (بالإنجليزية: Visitor health insurance)‏، والمعروف أيضًا باسم التأمين الطبي للزائر، وهو شكل من أشكال التأمين الطبي، على السفر قصير الأجل، التي يشتريها الزائرون لأي دولة، للحصول على حماية لتغطية الإصابة العرضية، أو اعتلال الصحة أو المرض، الذي يحدث أثناء إقامتهم في البلد المضيف.
التأمين الصحي للزائر، هو شكل من أشكال التأمين الطبي على السفر، ويوفر تغطية صحية للأقارب، أو الآباء، الذين يزورون الولايات المتحدة الأمريكية، أو لحماية السفر عند زيارة أي بلد لأي سبب؛ عمل أو شخصي.
يتم شراء هذا النوع من التغطية الصحية الخاصة للزوار كخطة صحية قصيرة المدى توفر تغطية طبية خارج الحدود الوطنية ، وفقط لمدة السفر أو البقاء خارج الوطن. توفر خطط التأمين الصحي للزوار أيضًا مزايا الإخلاء الطبي والعودة إلى الوطن كجزء من الميزات المشمولة.
التأمين الصحي للزائر، هو أحد أنواع التغطية المسموح بها لبعض المواطنين الأجانب (أجنبي غريب)، الذين هم زائرون مؤقتون للولايات المتحدة الأمريكية، وفقًا لإعلان رئاسي في 4 أكتوبر 2019.
يتعين على المسافرين من دول معينة يزورون دول شنغن الأوروبية ، الإمارات العربية المتحدة ، وما إلى ذلك حاليًا تقديم إثبات التغطية للتأهل للحصول على تأشيرة زائر.
عادةً لا يكون زوار الولايات المتحدة مؤهلين لشراء تغطية التأمين صحي مثل المواطنين والمقيمين الدائمين. فقط المهاجرون ، الذين ليسوا زوار مؤقتين للولايات المتحدة الأمريكية ، مؤهلون لشراء التغطية من سوق الرعاية الصحية الجديد الذي تديره الحكومة الأمريكية.. قد يصبح زوار التبادل مؤهلين للخطط بموجب قانون الرعاية الصحية الأمريكي بعد عامين.

## أنواع التأمين الصحي للزوار

### تأمين ذو المنافع المحدودة أو المجدولة
يعرف تأمين المنفعة المحدودة أو المجدول أيضًا بتأمين الأساسي للزوار. وهو منخفض التكلفة بشكل عام، وتدفع النفقة حسب جدول المنافع المحدد، و المجدول مسبقا، والذي بامكانك الاتطلاع عليه، والذي يكون متوفر في كتيب التعليمات، ويمكن مراجعته قبل شراء الوثيقة.

### التأمين  الشامل
يدفع التأمين الشامل نسبة مئوية لكل نفقة مؤهلة . عادة ،يغطي هذا التأمين ما يصل إلى 70-90٪ حتى أول 5000 دولار على التأمين ، ثم 100٪ بعد ذلك. عادةً ما يقدم التأمين الشامل مزايا أكثر من التأمين الأساسي ، كما أنها توفر تغطية للأعراض المفاجئة للحالة الموجودة مسبقًا.

## الاستثناءات
الاستثناءات الشائعة هي: الحالات الموجودة مسبقًا، ورعاية الأمومة، والولادة، والرعاية الوقائية (التطعيمات، والفحوصات المنتظمة،  والتقيمات الصحية..إلخ)، وفحوصات العين، والنظارات الطبية، والإجراءات التجميلية، وعلاج الأسنان التي لا تتعلق بحادث/طوارئ.

## ظهور الأعراض المفاجئة
لا تقدم معظم شركات التأمين تغطية لحالة موجودة مسبقًا ، ولكن العديد من التأمينات تقدم تغطية لبداية عرض مفاجئ  ، ويطبق العمر والاستثناءات الأخرى. هناك الكثير من الاستثناءات التي قد تنطبق عندما يتعلق الأمر ببداية مفاجئة لعرض ما. بالنسبة لمعظم شركات التأمين ، يجب على المؤمن عليه طلب العناية الطبية في غضون 12 أو 24 ساعة بعد ظهور الأعراض الأولية من أجل اعتبار الانتكاس الحاد أو تكرار الاعراض الموجودة مسبقًا.